# Mühlenbach (Große Aue)
Der Mühlenbach ist ein linker Zufluss der Großen Aue im Nordosten Nordrhein-Westfalens.

## Verlauf
Der Bach entspringt an der Bärenquelle bei Börninghausen-Eininghausen im Westen des Eggetals an der Südflanke der Egge. Der Bach verläuft in Richtung Osten durch Einighausen, Börninghausen und Börninghausen-Masch. Gemeinsam mit seinen vom Hauptkamm des Wiehengebirges und von der Egge kleineren Zuflüssen entwässert der Bach den Großteil des Eggetals. Nur im äußersten Westen haben die zum Flussgebiet der Hunte zählenden Drücke-Mühlenbach und Glanebach Anteil an der Entwässerung des Eggetals. Die Westgrenze des Einzugsgebiets des Mühlenbachs entspricht in etwa der niedersächsisch-westfälischen Grenze. Nach Unterquerung der L557 und nach etwa 3,8 Kilometern mündet der Mühlenbach auf etwa 70 m nördlich von Neue Mühle in die Große Aue, die dort oft (verwirrenderweise) ebenfalls als Mühlenbach bezeichnet wird.
Der Mühlenbach speiste einst die Wassergräben und Gutsmühle des abgegangenen Guts Figenburg.